# Helsingforsdagen
Helsingforsdagen är en, sedan 1959, årlig festdag i Finlands huvudstad Helsingfors och infaller den 12 juni. Dagen firas till åminnelse av stadens grundande år 1550. Festen arrangeras av Helsingfors stad.

## Historia
Firandet av Helsingforsdagen började 1959, på förslag av Helsingfors-Samfundet, tillsammans med Helsingfors överborgmästare Lauri Aho, i och med att staden fyllde 409 år. Dock hade datumet för stadens födelsedag redan 1950, fastställts till den 12:e juni.
Valet av datum för Helsingfors födelsedag, grundar sig på datumet för en kunglig förordning av den 12 juni 1550, i vilken kung Gustav Vasa beordrar borgare från orterna Raumo, Ulvsby, Ekenäs och Borgå att flytta till hans nygrundade stad Helsingfors. Planerna för den nya staden hade funnits sedan 1547 och Gustav Vasa beordrade stadens grundande den 1 februari 1550. Skälet till att festdagen dock bestämdes till den 12 juni, berodde dels på att  datumet för början på befolkandet av staden ansågs passa bättre in på den finländska historiska självbilden, och dels för att juni månad passar bättre för den sortens festligheter än februari månad.
På den första Helsingforsdagen 1959 bestod programmet av bland annat friluftskonserter och studiebesök på stadens ämbetsverk och institutioner. Inledningsvis var det stadsstyrelsen som beslutade om programmet för dagen. Först 1960, fattades beslut om att dagen skulle bli en årlig festdag. Evenemangen under Helsingforsdagen visade sig bli populära och redan 1961 uppskattades antalet deltagare till 8000 personer. Numera samordnas programmet för firandet av Helsingfors evenemangsstiftelse, och i programmet deltar såväl stadens ämbetsverk och institutioner, som föreningar och privata aktörer. Den 12 juni 2025 firades Helsingfors 475-årsjubileum med närmare 250 gratisevenemang runt om i staden.

## Programpunkter
Helsingforsdagen inleds traditionsenligt med morgonkaffe hos Helsingfors borgmästare i stadshuset. En tradition är också att borgmästaren gratulerar det första barn som föds i Helsingfors den 12 juni varje år. Traditionen med att uppvakta dagens första födda barn har pågått sedan 1965.
Stadens kulturcentra brukar under hela dagen arrangera ett mångfacetterat program för alla åldrar, med konserter, dans, motion, konst, film, cirkusframträdanden, trolleriuppvisningar, spel, tävlingar, guidade visningar med mera, runt om i staden. Under dagen delas det även ut Helsingforsdagens medaljer och utmärkelser till meriterade helsingforsbor. Till exempel brukar Helsingforsbor som utmärkt sig tilldelas Helsingforsmedaljen av stadsstyrelsen. Ursprungligen gavs den endast för förtjänster som gjorts för stadens bästa, därefter som en gåva för 30 års tjänst hos Helsingfors stad.
Under Helsingforsdagen utdelat stadens hembygdsförening Stadin slangi (namnet är även namnet på helsingforsdialekten Stadin slangi), årligen utmärkelsen Stadin friidu (betyder ungefär stadens tjej) och Stadin Kundi (betyder ungefär stadens kille). Priset utdelas årligen till en kvinna och en man med anknytning till Helsingfors. Utmärkelsen har utdelats sedan 1996.
Dagen är ingen officiell flaggdag, men likväl har det flaggats i staden sedan 1963 för att högtidlighålla denna dag.